# Kalinin K-7

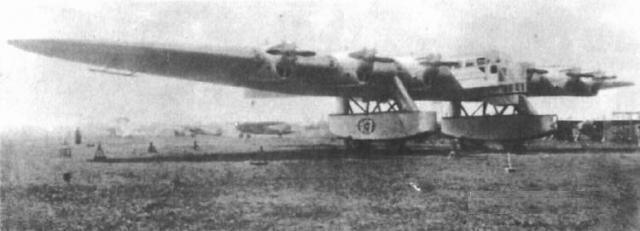
Mô hình chi tiết của K-7

Kalinin K-7 (tiếng Ukraina: Калинін К-7) là một mẫu máy bay thử nghiệm hạng nặng, được thiết kế và thử nghiệm ở Liên Xô đầu thập niên 1930.

## Tính năng kỹ chiến thuật (K-7)
Dữ liệu lấy từ Shavrov (1985)
Đặc điểm tổng quát
- Kíp lái: tối thiểu là 11
- Sức chứa: 120 hành khách (cấu hình dân dụng)
- Chiều dài: 28 m (91 ft 10 in)
- Sải cánh: 53 m (173 ft 11 in)
- Chiều cao: 12,4m (40ft 3in)
- Diện tích cánh: 454 m² (4.886,8 ft²)
- Trọng lượng rỗng: 24.400 kg (53.793 lb)
- Trọng lượng có tải: 38.000 kg (83.776 lb)
- Động cơ: 7 × Mikulin AM-34F, 560 kW (750 hp)  mỗi chiếc

 Hiệu suất bay 
- Vận tốc cực đại: 225 km/h (121 knot, 140 mph)
- Trần bay: 4.000 m (13.123 ft)
- Tải trên cánh: 84 kg/m² (17 lb/ft²)
- Công suất/trọng lượng: 103 W/kg (0,06 hp/lb)